# 多星韭
多星韭（学名：Allium wallichii）为葱科葱属的植物。分布在印度、不丹、锡金、尼泊尔以及中国大陆的贵州、云南、四川、广西、湖南、西藏等地，生长于海拔2,300米至4,800米的地区，一般生长在湿润草坡、灌丛下、林缘以及沟边，目前已由人工引种栽培。

## 异名
- Allium bulleyanum Diels var. tchongchanense (Levl.) Airy-Shaw
- Allium wallichii Kunth var. platyphyllum (Diels) J. M. Xu